# Olivia (film 2021)
Olivia è un film italiano del 2021 diretto da Marco Costa.

## Trama
Vanni Ruggeri è un ragazzo con il sogno di fare l'attore, che per mantenersi lavora come cameriere in un bar dell'aeroporto di Roma Fiumicino. Una sera, mentre è al computer, si imbatte in chat in una ragazza di nome Olivia, con la quale inizia presto una vivace conversazione. I due trascorrono insieme a parlare tutta la notte, sorpresi entrambi del sentirsi così affini.

## Distribuzione
Il film è stato distribuito l'8 marzo 2021 da EasyCinema.